# Grand prix national de l'ingénierie
 (janvier 2017).
Le Grand prix national de l'ingénierie est organisé par le ministère de l'Écologie, du Développement durable, des Transports et du Logement et le ministère de l’Économie, des Finances et de l’Industrie, Syntec-Ingénierie, avec le concours du groupe Moniteur.

## Historique
Le premier prix a été décerné en 2006 par le ministre des Transports, de l’Équipement, du Tourisme et de la Mer et Syntec-Ingénierie, avec le concours du groupe Moniteur. Il avait pour but de mettre en valeur les activités de conception d’ouvrages ou de systèmes se distinguant par leur complexité et leur caractère innovant. Il est attribué à des professionnels (ingénieur, chercheur, autodidacte, enseignant…), seuls ou en équipe, faisant avancer les connaissances grâce à des innovations et la créativité dans les différents domaines de l'ingénierie, et reconnus pour la qualité de la conception et de la conduite d’un projet exceptionnel.
Avec le grand prix peut aussi être attribué des second et troisième prix, des prix spéciaux et des mentions.
En 2011 ont été attribués :
- Prix Construction et Aménagement
- Prix Industrie et Conseil en Technologie

| Liste des projets et personnes récompensés | Liste des projets et personnes récompensés                      | Liste des projets et personnes récompensés |
| Année                                      | Nom                                                             | Fonction |
| ------------------------------------------ | --------------------------------------------------------------- | --- |
| 2006                                       | Pont de Rion-Antirion                                           | Jean-Paul Teyssandier et Gilles de Maublanc (GTM) avec une équipe d'INGEROP |
| 2007                                       | Synchrotron Soleil                                              | Laurent Auzel (INGEROP) Jean-Marc Filhol (SOLEIL) |
| 2008                                       | Métro de Dubaï                                                  | Daniel Duthoit (SYSTRA) |
| 2009                                       | Tour First, à la Défense                                        | Pierre Focqué (IOSIS) J.-F. Heinry (Altarea Cogedim) Charlotte Welsch (IOSIS) |
| 2010                                       | Barrage de la Caserne sur le Couesnon face au Mont-Saint-Michel | Denis Carlier (BRL Ingénierie) Jean-Louis Dupuy (SPRETEC Ingénierie) Jean-François Heitz (ANTEA) Luc Weizmann (LWA) |
| 2011                                       | Élargissement du canal de Panama                                | Philippe Cazalis de Fondouce (Tractebel Engineering - Groupe GDF Suez) José De Regge (Tractebel Engineering - Groupe GDF Suez) Jean-Louis Mathurin (Compagnie Nationale du Rhône) Sébastien Roux (Compagnie Nationale du Rhône) |
| 2012                                       | Fondation Louis-Vuitton pour la création                        | Claude Maisonnier - Setec Bâtiment Louis-Marie Dauzat - Quadrature Ingénierie Marc Chalaux - RFR Matt King - T/E/S/S |
| 2013                                       | Link & Go                                                       | Luc Barthélémy et Jérôme Julien d'Akka Technologies François Charlot de l'Inria-Imara |
| 2019                                       | Gare Cnit-La Défense, à Puteaux                                 | Setec TPI, Setec Terrasol, Anteagroup, Arep, Agence Duthilleul |

En 2013, Egis-JMI qui a assuré l'ingenierie du Pont Jacques-Chaban-Delmas, reçoit le Grand prix national de l'ingénierie dans la catégorie prix Construction et Aménagement.